# Scymnus latemaculatus
Scymnus latemaculatus es una especie de escarabajo del género Scymnus,  familia Coccinellidae. Fue descrita científicamente por Motschulsky en 1858.
Se distribuye por Pakistán, India, Bangladés, Sri Lanka, Tailandia y Taiwán. La longitud del cuerpo es de 1,5-2,0 milímetros. Cuerpo largo y de color marrón oscuro. Élitros densamente pubescentes.